# الصباح (قرية)
الصباح إحدى قرى مركز قليوب التابع لمحافظة القليوبية بجمهورية مصر العربية.

## السكان
بلغ عدد سكان الصباح 5,631 نسمة، حسب الإحصاء الرسمي لعام 2006.